# Canaan Banana
Canaan Sodindo Banana (Esiphezini, 1936. március 5. – London, 2003. november 10.) zimbabwei politikus, a független Zimbabwe első elnöke 1980-tól 1987-ig. Hatalmát a miniszterelnök Robert Mugabe döntötte meg, aki diktátorként irányította tovább az országot elnök-miniszterelnökként.

## Ifjúkora
Banana 1936-ban született, anyja ndebele-származású (zimbabwei népcsoport) nő volt, apja pedig Malawiból emigrált Dél-Rodeziába. Canaan fiatalabb korában több misszionárius tevékenységben részt vett a helyi iskolában, később tanított is.
1961-ben vette feleségül Janet Bananát, négy gyermekük született. Canaan Banana teológiából diplomázott a Harare-i egyetemen, metodista nézeteket vallott. Banana 1962-től kezdett politizálni, az ország függetlenségét, és a fehérek visszaszorítását támogatta ő is.

## Politikai karrierje
Banana több politikussal együtt emigrálni kényszerült az országból, miután a gyarmati hatóságok sok ellenzékit letartóztattak koholt vádak alapján. Banana családjával az Amerikai Egyesült Államokba menekült, s csak 1975-ben tértek vissza. Mikor visszatért, ismét letartóztatták, majd házi őrizet alatt tartották. Később a ZANU-ban kezdett politizálni, népszerűsége megnőtt. Ian Smith miniszterelnök nemzetközi nyomásra kénytelen volt választásokat kiírni. Az új vezető Abel Muzorewa lett.
1980-ban újabb választásokat tartottak, immár nemzetközi megfigyelőkkel. A ZANU elsöprő győzelmet aratott, a 80 mandátumból 57-et szereztek meg. A párt Bananát jelölte köztársasági elnöknek, míg a miniszterelnök a pártelnök Robert Mugabe lett. Canaan Banana lett az ország első fekete elnöke. Dél-Rodézia megszűnt, az állam új neve Zimbabwe lett. Bananának nem volt nagy politikai szerepe, hiszen Zimbabwéban gyenge köztársasági elnöki hatalom működött. Mugabe mellett folyamatosan háttérbe szorult. A miniszterelnöknek egyre több hatalma lett, végül a két posztot összeolvasztották, Mugabe puccsot hajtott végre. Bananát félreállították, s az ország egyszemélyi vezetője Mugabe lett. A ZANU-PF egyedüli párt maradt a törvényhozásban.

## Szexuális botránya
Távozása után Banana visszavonult a közélettől. Neve 1997-ben került ismét előtérbe. Ebben az évben a zimbabwei hatóságok letartóztatták, ugyanis kiderült, hogy elnöksége idején több szárnysegédjét is szexuálisan zaklatta. Az esetre akkor derült fény, amikor Banana volt testőrének, Jefta Dube-nak a pere zajlott, történt ugyanis, hogy a férfi azért lőtte le a hararei stadionban rendőrtársát, mert amaz azzal csúfolta, hogy ”nincs mit keresnie a férfi mellékhelyiségben, hiszen ő Banana felesége”. A volt elnököt 1999 januárjában egy év letöltendő börtönbüntetésre ítélték, de csak nyolc hónapot kellett letöltenie a rácsok között. Canaan Banana esete Mugabe elnök homofób hadjáratát teljes egészében hiteltelenítette.

## Halála
Zimbabwe első elnöke 2003-ban halt meg rák következtében. Habár élete hátralévő végét Londonban élte le, Zimbabwében temették el. Robert Mugabe – a korábbi nézeteltéréseket elfelejtve – azt mondta róla, hogy „Canaan Banana egyike volt a nemzet büszke építőinek”.